# Hiroko Nakagawa
Hiroko Nakagawa (中川弘子?, Nakagawa Hiroko; Nagano, 2 aprile 1956) è un'ex cestista giapponese.

## Carriera
Con il Giappone ha disputato i Campionati mondiali del 1979.